# Sarpa salpa

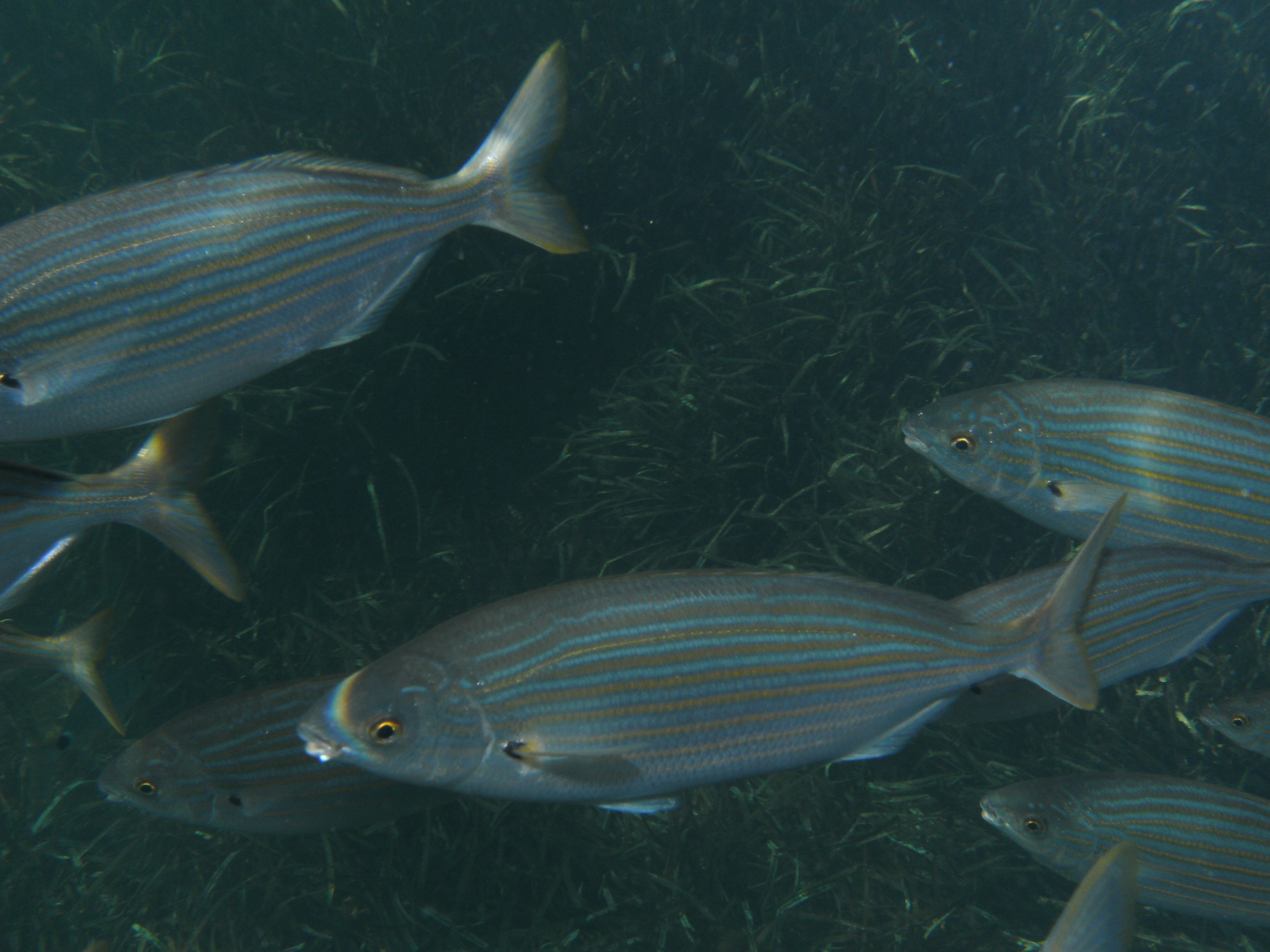
Cardume de salemas.

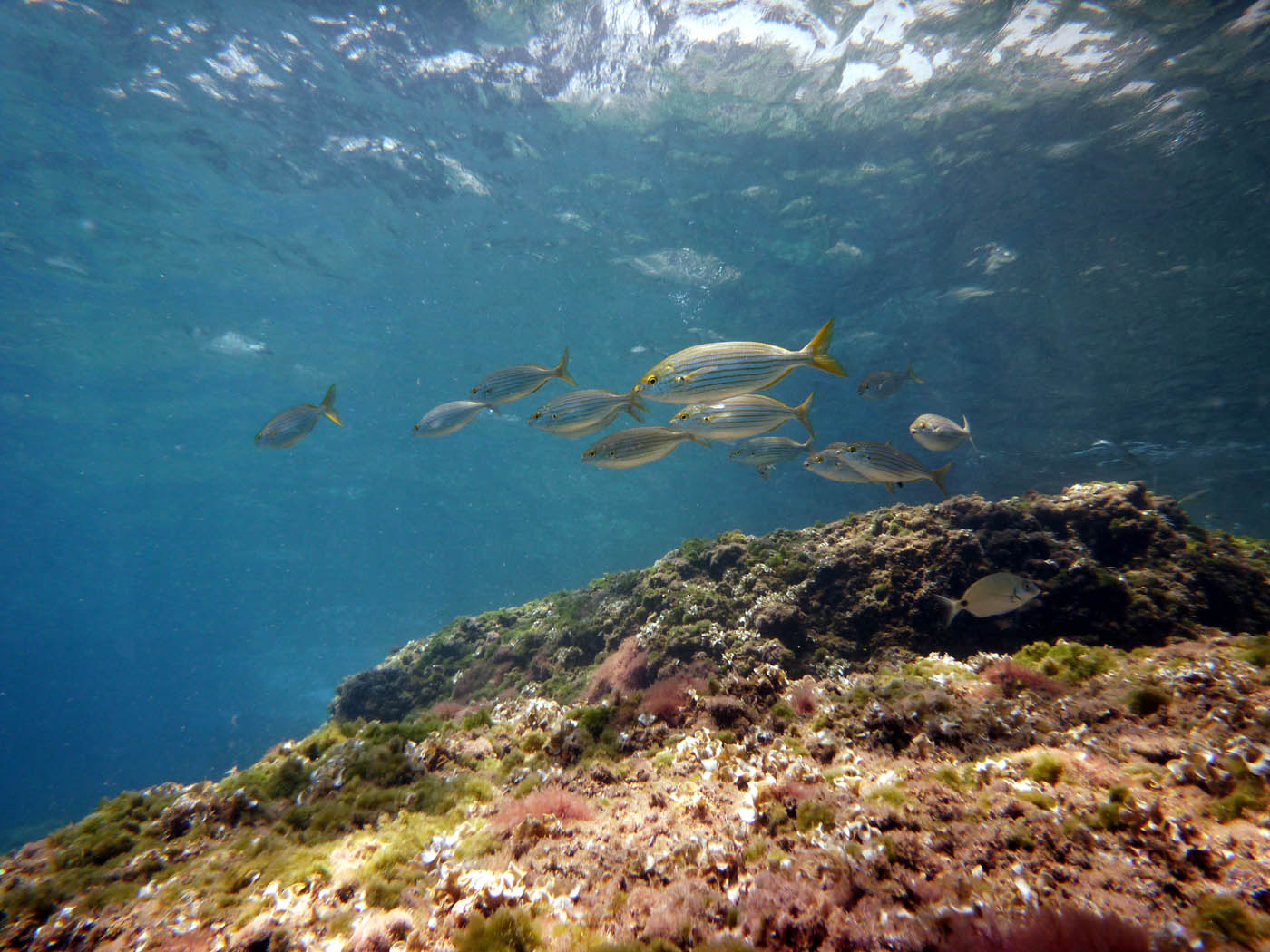
Cardume de salemas em El Portús (Cartagena, Espanha).

Sarpa salpa (Linnaeus, 1758), conhecida pelo nome comum de salema, é uma espécie de peixe perciforme do género monotípico Sarpa, da família Sparidae, com distribuição natural nas águas costeiras do Mediterrâneo, das costas europeias e africanas do Atlântico e das ilhas da Macaronésia. A espécie alimenta-se de plâncton podendo a sua ingestão, devido à bioacumulação de toxinas presentes em microalgas e dinoflagelados, provocar alucinações.

## Descrição
S. salpa é um peixe de pequenas dimensões, até 50 cm de comprimento, facilmente reconhecível pela presença de listras douradas longitudinais nos seus lados. O corpo é oval-oblongo, lateralmente comprimido, com coloração cinzento-azulada e 10 ou 11 típicas listas longitudinais douradas com reflexos alaranjados. A face ventral é mais clara e não apresenta listras.
A cabeça é pequena, mais escura, terminando num focinho rombo, com boca pequena, terminal e com lábios grossos.
As barbatanas dorsal e anal são pouco elevadas e com raios espiniformes delgados. A barbatana caudal é nitidamente bifurcada. Na base das barbatanas peitorais apresenta uma pequena mancha negra. As barbatanas são acinzentadas.
A espécie ocorre em geral em cardumes numerosos, cujos membros se mantêm densamente agrupados e se movem de forma coordenada.
A espécie é hermafrodita protândrica, reproduzindo-se na primavera e outono. Os indivíduos jovens são predominantemente carnívoros, mas os adultos são essencialmente peixes herbívoros, alimentando-se quase exclusivamente de algas, preferindo espécies como a Ulva lactuca e algas castanhas como Osmundea pinnatifida, "pastando" sobre as rochas e sobre as folhas de possidónias. As populações do Mediterrâneo consomem Caulerpa, um género de algas invasoras no Mediterrâneo.
Vive entre os 2 e os 100 m, sendo raro até aos 200 m de profundidade. É um típico peixe das pequenas calhetas e poças da zona entremarés, suportando águas salobras e pouco oxigenadas. Sendo uma espécie gregária, ao menor sinal de perigo, o cardume inteiro inicia uma rápida manobra de fuga, nadando rapidamente em uníssono, alterando a direcção de forma coordenada, como fosse um único indivíduo.
Com uma ampla área de distribuição natural, que abrange a generalidade das águas costeiras das regiões intertropicais e subtropicais da margem leste do Oceano Atlântico, incluindo o Mediterrâneo, a costa ibérica e os arquipélagos da Macaronésia. A espécie é relativamente abundante nas costas da África do Sul, Tenerife, Malta e Chipre, tendo sido ocasionalmente encontrada nas costas da Grã Bretanha.
A espécie apresenta pouco interesse para a pesca comercial, sendo essencialmente capturada na pesca lúdica feita a partir de terra. A sua carne é considerada de baixa qualidade, apresentando por vezes sabores desagradáveis derivados das algas de que se alimenta.
No norte de África, especialmente em Marrocos, é pescada à cana a partir da costa e com pequenas redes de cerco nas reentrâncias e calhetas. Embora ilegalmente, é frequentemente capturada utilizando explosivos para atordoamento (pesca com dinamite), com graves impactes sobre o ecossistema costeiro.
Em determinadas condições a ingestão da espécie pode causar ictioalienotoxismo nos humanos, um estado caracterizado por perturbações do sistema nervoso central, de que resultam alucinações. O conhecimento desta propriedade da salema remonta à antiguidade clássica, existindo relatos que apontam para o consumo de Sarpa salpa como droga recreativa nos tempos do Império Romano.
A possibilidade do consumo de salema ter efeitos psicoactivos recebeu grande publicidade quando a comunicação social divulgou um incidente ocorrido em 2006, quando dois homens comeram salema num restaurante mediterrânico e reportaram efeitos alucinogénios auditivos e visuais. Estas alucinações, descritas como assustadoras, terão tido início alguns minutos após a ingestão e durado cerca de 36 horas.
Ictioalienotoxismo, ou envenenamento alucinogénio causado por peixes, é relativamente comum nas regiões tropicais, mas no caso da salema é incomum, sendo a espécie consumida em grandes quantidades em ambas as margens do Mediterrâneo sem lhe serem apontados casos relevantes. Os efeitos alucinogénios são atribuídos à bioacumulação de compostos psicoactivos presentes nos organismos planctónicos de que a espécie se alimenta. Os efeitos psicadélicos, por vezes referidos como semelhantes aos do LSD, parecem resultar da presença de indole e de triptamina.